# バイ・ロイヤル・ディクリー
『バイ・ロイヤル・ディクリー』（By Royal Decree）は、スウェーデンのプログレッシブ・ロック・バンド、ザ・フラワー・キングスが2022年に発表した15作目のスタジオ・アルバム。

## 背景
前作『アイランズ』（2020年）は COVID-19のパンデミックの影響でリモート・ワークによりレコーディングされたが、本作のレコーディングは、全メンバーがスウェーデンのフェニックス・スタジオに集合して行われた。本作ではオリジナル・ベーシストのマイケル・ストルトが復帰したが、ヨナス・レインゴールドもバンドに残留しており、バンドの中心人物ロイネ・ストルトによれば、レコーディング当時レインゴールドはスティーヴ・ハケットのバンドの活動で多忙だったため、両者の演奏スタイルを考慮して曲を振り分けたという。また、ストルトと親交のあるマルチ・プレイヤーのヨナス・リンドベリも、1曲でベースを弾いた。
収録曲の一部は新曲ではなく過去に作られた曲である。ロイネ・ストルトによれば、「ザ・グレイト・プリテンダー」や「レヴォリューション」はザ・フラワー・キングス結成前の1991年頃に作られた曲が元になっており、「ワールド・ゴーン・クレイジー」や「ブラインデッド」はアルバム『フラワー・パワー』（1999年）を制作していた頃に作られ、「ザ・ソルジャー」や「ウィ・キャン・メイク・イット・ワーク」はトランスアトランティックの結成と前後して作られた曲だという。

## 反響
ドイツでは2022年3月11日付のアルバム・チャートで17位を記録するヒットとなり、スイスのアルバム・チャートでも過去最高の23位を記録した。また、オランダでは『デソレーション・ローズ』（2013年）以来となるアルバム・チャート入りを果たし、53位を記録した。

## 収録曲
特記なき楽曲はロイネ・ストルト作。

### ディスク1
1. ザ・グレイト・プリテンダー "The Great Pretender" - 6:55
2. ワールド・ゴーン・クレイジー "World Gone Crazy" - 5:04
3. ブラインデッド "Blinded" - 7:45
4. ア・ミリオン・スターズ "A Million Stars" - 7:11
5. ザ・ソルジャー "The Soldier" - 5:23
6. ザ・ダークネス・イン・ユー "The Darkness in You" - 5:13
7. ウィ・キャン・メイク・イット・ワーク "We Can Make It Work" - 2:48
8. ピーコック・オン・パレード "Peacock on Parade" - 5:15
9. レヴォリューション "Revolution" - 5:59

### ディスク2
1. タイム・ザ・グレイト・ヒーラー "Time the Great Healer" - 6:12
2. レター "Letter" - 2:25
3. エヴォリューション "Evolution" (Zach Kamins, Jonas Reingold) - 4:47
4. サイレント・ウェイズ "Silent Ways" - 5:01
5. モス "Moth" - 4:31
6. ザ・ビッグ・ファンク "The Big Funk" - 4:39
7. オープン・ユア・ハート "Open Your Heart" - 5:17
8. シュライン "Shrine" (Z. Kamins) - 1:08
9. フューネラル・パイアーズ "Funeral Pyres" - 7:14

## 参加ミュージシャン
- ロイネ・ストルト - ギター、ウクレレ、キーボード、ボーカル
- ハッセ・フレベリ - ボーカル、アコースティック・ギター
- ザック・カミンス - オルガン、ピアノ、シンセサイザー、プログラミング
- ヨナス・レインゴールド - ベース(on Disc 1 - #1, #3, #7, #8 / Disc 2 - #2, #3, #4, #7)、フレットレスベース(on Disc 2 - #5)
- マイケル・ストルト - ベース(on Disc 1 - #2, #4, #5, #6 / Disc 2 - #1, #6, #9)、ベース・ペダル(on Disc 1 - #2, #4, #5, #6/ Disc 2 - #1, #6, #9)、バッキング・ボーカル(on Disc 1 - #2, #4, #5, #7, #9 / Disc 2 - #6, #7, #9)
- ミルコ・デマイオ - ドラムス、パーカッション
- ハッセ・ブルニウソン - パーカッション、エレクトリック・パーカッション

アディショナル・ミュージシャン
- ロブ・タウンゼント - サクソフォーン(on Disc 1 - #3)
- ヨナス・リンドベリ - ベース(on Disc 1 - #9)
- アリャクサンドル・ヤシンスキ - アコーディオン(on Disc 2 - #2)
- ヤニカ・ルンド - バッキング・ボーカル(on Disc 1 - #2, #4, #5, #6, #7 / Disc 2 - #1, #4, #6, #7, #9)